# Andelat
Andelat (wym. [ɑ̃dəla]) – miejscowość i gmina we Francji, w regionie Owernia-Rodan-Alpy, w departamencie Cantal.
Według danych na rok 1990 gminę zamieszkiwało 350 osób, a gęstość zaludnienia wynosiła 17 osób/km² (wśród 1310 gmin Owernii Andelat plasuje się na 508. miejscu pod względem liczby ludności, natomiast pod względem powierzchni na miejscu 432.).